# Boris López
Boris López es un deportista ecuatoriano que compitió en judo. Ganó dos medallas en el Campeonato Panamericano de Judo, bronce en 2001 y plata en 2002.

## Palmarés internacional
| Campeonato Panamericano | Campeonato Panamericano         | Campeonato Panamericano | Campeonato Panamericano |
| Año                     | Lugar                           | Medalla                 | Categoría               |
| ----------------------- | ------------------------------- | ----------------------- | ----------------------- |
| 2001                    | Córdoba (Argentina)             | Medalla de bronce       | –55 kg                  |
| 2002                    | Santo Domingo (Rep. Dominicana) | Medalla de plata        | –55 kg                  |